# Дьяченко, Андрей Васильевич
Андрей Васильевич Дьяченко (1910—1944) — красноармеец Рабоче-крестьянской Красной Армии, участник Великой Отечественной войн, Герой Советского Союза (1944).

## Биография
Родился в 1910 году в селе Плоское (ныне — Броварский район Киевской области Украины) в крестьянской семье. После окончания начальной школы работал в колхозе. В начале Великой Отечественной войны оказался в оккупации. После освобождения в сентябре 1943 года был призван на службу в Рабоче-крестьянскую Красную Армию и направлен на фронт, был стрелком 1318-го стрелкового полка 163-й стрелковой дивизии 38-й армии Воронежского фронта. Отличился во время битвы за Днепр.
2 октября 1943 года одним из первых во взводе переправился через Днепр в районе острова Жуковка на южной окраине Киева и закрепился на его западном берегу. В боях на плацдарме лично уничтожил около 10 солдат и офицеров противника, подавил его огневую точку. Во время боёв за расширение плацдарма увлёк за собой бойцов в атаку.
Указом Президиума Верховного Совета СССР «О присвоении звания Героя Советского Союза генералам, офицерскому, сержантскому и рядовому составу Красной Армии» от 10 января 1944 года за «образцовое выполнение боевых заданий командования на фронте борьбы с немецко-фашистскими захватчиками и проявленные при этом отвагу и геройство» был удостоен высокого звания Героя Советского Союза. Орден Ленина и медаль «Золотая Звезда» получить не успел, так как в бою за село Гута Межигорская получил тяжёлое ранение, от которого скончался 3 марта 1944 года. Похоронен в городе Збараж Тернопольской области Украины.